# مروارید مرگ (فیلم)
مروارید مرگ (به انگلیسی: The Pearl of Death) نام نهمین فیلم از مجموعه فیلم‌های شرلوک هولمز با بازی نیگل بروس و بسیل راتبون است. این فیلم اقتباسی است از داستان کوتاه ماجرای شش ناپلئون نوشته سر آرتور کانن دویل. مروارید مرگ در سال ۱۹۴۴ توسط روی ویلیام نیل در ژانر جنایی-کاراگاهی کارگردانی و توسط هاوارد بندیکت تهیه شد. بسیل راتبون در این فیلم در نقش شرلوک هولمز و نیگل بروس در نقش دکتر واتسون ایفای نقش کردند. این فیلم سومین فیلم از این مجموعه است که در بانک اینترنتی اطلاعات فیلم‌ها امتیازی بالاتر از ۷٫۰ دارند؛ و در کنار فیلم‌های زن عنکبوتی و پنجه سرخ از بهترین فیلم‌های مجموعه محسوب می‌شود.

## خلاصه داستان
هنگامی که یک مروارید با ارزش و با شهرت شوم به سرقت رفته است، شرلوک هولمز باید ارتباط آن را با یک سری قتل‌های بیرحمانه بررسی کند.